# Cerro Luna, Antarktis
Cerro Luna är en bergstopp i Antarktis. Den ligger i Västantarktis. Argentina, Chile och Storbritannien gör anspråk på området. Toppen på Cerro Luna är 110 meter över havet.
Terrängen runt Cerro Luna är kuperad. Havet är nära Cerro Luna västerut. Trakten är glest befolkad. Närmaste befolkade plats är Gonzalez Videla Station, 8,0 kilometer öster om Cerro Luna.